# Flashback forever
Flashback forever är ett svenskt poddradioprogram som görs av Emma Knyckare, Ina Lundström och en tredje person under pseudonymen "Scroll-Mia" (egentligen Mia Gruffman Cruse). Det första avsnittet publicerades den 23 januari 2020 och podden passerade i juni 2020 en miljon lyssningar.
Programidén, som bär influenser från Sveriges Radios program Spanarna, bygger på att de tre programledarna, efter ett inledande avsnitt där aktualiteter i tiden och eventuella lyssnarreaktioner avhandlas, väljer ut och refererar varsin diskussionstråd, alternativt inlägg från olika trådar sammanförda till ett visst tema, från internetforumet Flashback som de sedan gemensamt analyserar i kåserande anda. Gruppen kommunicerar med lyssnarna via post genom en kvarterskrog i Göteborg, men även per e-post.
Inför julen 2020 producerades en särskild julkalender och 24 avsnitt av podden som knöt an till flashbacktråden "Historien bakom böglyftet". I varje avsnitt diskuterades en aspekt av ämnet tillsammans med en inbjuden gäst. Våren 2022 började poddskaparna turnera i Sverige med Flashback forever – showen. Premiären ägde rum den 1 mars på Lisebergsteatern i Göteborg. I juli 2022 sände Sveriges Television en serie intervjuer som trion bakom podden höll med företrädare för riksdagspartierna inför 2022 års riksdagsval, med namnet Valet forever.

## Utmärkelser
- 2020 - Första pris i Guldpoddens kategorier "Årets podd" och "Årets humorpodd" samt andra pris i kategorierna "Årets nykomlingspodd" och "Årets poddklippare" (Ina Lundström).[13]

- 2022 - Tidningen Expressens satirpris Ankan.[14]

- 2023 - "Årets programledare podd" på Guldörat (Ina Lundström).[15]

- 2024 - Årets underhållningspodd av Radioakademin.[16][17]